# Robot Battler
Robot Battler (ロボットバトラー) est un jeu vidéo d'action sorti en 1991 sur Mega Drive. Il a été développé et édité par Sega. Le jeu était compatible avec le réseau Meganet, mais n'est sorti qu'au Japon.
Il a été réédité dans les compilations de jeux Sega Games Can Vol. 2, sortie au Japon le 18 mars 1994 sur Mega-CD, et Game no Kanzume: Otokuyō, sortie au Japon le 1er juin 1995 sur Mega Drive.